# USS Newell (DE-322)
USS Newell (DE 322/DER-322) là một tàu hộ tống khu trục lớp Edsall từng phục vụ cùng Hải quân Hoa Kỳ trong Chiến tranh Thế giới thứ hai. Nó là chiếc tàu chiến duy nhất của Hải quân Hoa Kỳ được đặt cái tên này, theo tên Thiếu tá Hải quân Byron Bruce Newell (1909-1942), người từng phục vụ trên tàu sân bay Hornet (CV–8) và đã tử trận ngày 26 tháng 10, 1942 trong trận chiến quần đảo Santa Cruz. Nó đã phục vụ cho đến khi chiến tranh kết thúc, xuất biên chế năm 1945, rồi được chuyển cho Tuần duyên Hoa Kỳ năm 1951 để phục vụ như là chiếc USCGC Newell (WDE-422) cho đến năm 1954. Được hoàn trả cho Hải quân, nó được xếp lại lớp như một tàu hộ tống khu trục cột mốc radar DER-322 vào năm 1956 và từng hoạt động trong cuộc Chiến tranh Việt Nam cho đến năm 1968. Con tàu cuối cùng bị bán để tháo dỡ vào năm 1971. Newell được tặng thưởng một Ngôi sao Chiến trận do thành tích phục vụ trong Thế Chiến II, và thêm bốn Ngôi sao Chiến trận khác khi hoạt động tại Việt Nam.

## Thiết kế và chế tạo
Lớp Edsall có thiết kế hầu như tương tự với lớp Cannon dẫn trước; khác biệt chủ yếu là ở hệ thống động lực Kiểu FMR do được trang bị động cơ diesel Fairbanks-Morse dẫn động qua hộp số giảm tốc đến trục chân vịt. Đây là cấu hình động cơ được áp dụng rộng rãi trên tàu ngầm, được chứng tỏ là có độ tin cậy cao hơn so với lớp Cannon.
Vũ khí trang bị bao gồm ba pháo 3 in (76 mm)/50 cal trên tháp pháo nòng đơn có thể đối hạm hoặc phòng không, một khẩu đội pháo phòng không Bofors 40 mm nòng đôi và tám pháo phòng không Oerlikon 20 mm. Vũ khí chống ngầm bao gồm một dàn súng cối chống tàu ngầm Hedgehog Mk. 10 (có 24 nòng và mang theo 144 quả đạn); hai đường ray Mk. 9 và tám máy phóng K3 Mk. 6 để thả mìn sâu. Con tàu vẫn giữ lại ba ống phóng ngư lôi Mark 15 21 inch (533 mm), và được trang bị radar SC dò tìm không trung và mặt biển. Thủy thủ đoàn đầy đủ bao gồm 186 sĩ quan và thủy thủ.
Newell được đặt lườn tại xưởng tàu của hãng Consolidated Steel Corporation ở Orange, Texas vào ngày 5 tháng 4, 1943. Nó được hạ thủy vào ngày 29 tháng 6, 1943, được đỡ đầu bởi bà Byron B. Newell, vợ góa của Thiếu tá Newell, và nhập biên chế cùng Hải quân Hoa Kỳ vào ngày 30 tháng 10, 1943 dưới quyền chỉ huy của Hạm trưởng, Thiếu tá Tuần duyên Russel J. Roberts.

## Lịch sử hoạt động

### 1943 - 1945
Lên đường vào ngày 17 tháng 11, 1943 cho chuyến đi chạy thử máy huấn luyện tại vùng biển Bermuda, Newell sau đó đi đến Charleston, South Carolina, rồi tiếp tục đi đến Norfolk, Virginia để hoạt động huấn luyện cho thủy thủ đoàn các tàu hộ tống khu trục chị em cùng đội. Hai tuần sau đó, nó cùng với USS Menges, USS Mosley, USS Pride, USS Falgout và USS Lowe được tập trung cho chuyến hộ tống vận tải vượt Đại Tây Dương đầu tiên, đưa đoàn tàu vận tải đi đến Casablanca, Maroc thuộc Pháp an toàn và quay trở về.
Chuyến hộ tống vận tải thứ hai cùng Đoàn tàu UGS–38 đã đưa Newell đến Bizerte, Tunisia. Hai ngày sau khi băng qua eo biển Gibraltar, máy bay ném bom-ngư lôi của Không quân Đức đã tấn công đoàn tàu vận tải. Lúc 21 giờ 00, năm máy bay đối phương xuất hiện ở khoảng cách 5 mi (8,0 km) phía trước đoàn tàu; và bốn phút sau ba máy bay tiếp cận cách mặt nước 40 ft (12 m), cắt ngang giữa Newell và tàu khu trục USS Lansdale (DD-426). Mọi khẩu pháo phòng không 40 mm và 20 mm bên mạn phải đều khai hỏa, bắn rơi một máy bay đối phương và vớt được hai thành viên đội bay Đức. Sau đó khẩu đội số 3 phát hiện máy bay đối phương xâm nhập từ phía đuôi tàu, nổ súng và đánh đuổi những kẻ tấn công. Đến 21 giờ 14, máy bay đối phương lại xuất hiện ngay trước mũi, và các khẩu đội số 1 và số 2 khai hỏa buộc đối thủ phải đổi hướng thoát đi.
Lúc 21 giờ 18 phút, trong khi Newell quay trở lại vị trí hộ tống cho đoàn tàu, Lansdale trúng ngư lôi, vỡ làm đôi và đắm; Newell và Menges đã vớt được 119 người sống sót, họ còn tiếp tục tìm kiếm tại khu vực trong ba giờ tiếp theo trước khi gia nhập trở lại đoàn tàu vận tải. Sau đó nó cùng ba tàu hộ tống khu trục khác kéo các tàu buôn đi đến Bizerte; và sau mười ngày ở lại cảng, đội hộ tống lên đường cho chặng quay trở về Hoa Kỳ. Trên đường đi vào ngày 3 tháng 5, đang khi truy đuổi một mục tiêu phát hiện qua radar, Menges trúng một quả ngư lôi dò âm G7es phóng từ tàu ngầm U-boat U-371 và bị hại nặng phần đuôi tàu. Sang ngày 5 tháng 5, chiếc Fechteler (DE-157) tiếp tục trúng ngư lôi phóng từ tàu ngầm U-967, bị vỡ làm đôi và đắm. Menges được kéo về cảng và sau đó được ghép một phần đuôi mới.
Newell còn tiếp tục thực hiện thêm hai chuyến hộ tống vận tải đến Bizerte cùng hai chuyến khác đến Oran, Algeria. Sau chuyến hộ tống vận tải sau cùng vào tháng 2, 1945, nó đi đến Norfolk, Virginia để làm nhiệm vụ cùng Bộ chỉ huy Huấn luyện Tác chiến thuộc Hạm đội Đại Tây Dương. Con tàu đã hoạt động thử nghiệm các phao dò sonar, xác định tốc độ tối thiểu của các tàu hộ tống khi thả các kiểu mìn sâu khác nhau, và huấn luyện cho những sĩ quan hải quân mới. Đến tháng 4, nó đi đến Florida để phục vụ canh phòng máy bay cho hoạt động huấn luyện phi công của các tàu sân bay. Trong giai đoạn này nó từng vớt sáu phi công bị rơi xuống biển trong các phi vụ huấn luyện, trước khi quay trở về New York vào ngày 3 tháng 6.
Đi đến Panama vào ngày 18 tháng 6, Newell phục vụ cho việc huấn luyện tàu ngầm tại khu vực này, cho đến khi Nhật Bản chấp nhận đầu hàng vào ngày 15 tháng 8, giúp chấm dứt vĩnh viễn cuộc xung đột. Nó lên đường đi Charleston, South Carolina vào ngày 20 tháng 10, nơi con tàu được cho xuất biên chế tại đây vào ngày 20 tháng 11, 1945, và được đưa về Hạm đội Dự bị Đại Tây Dương.

### USCGCNewell(WDE-422)

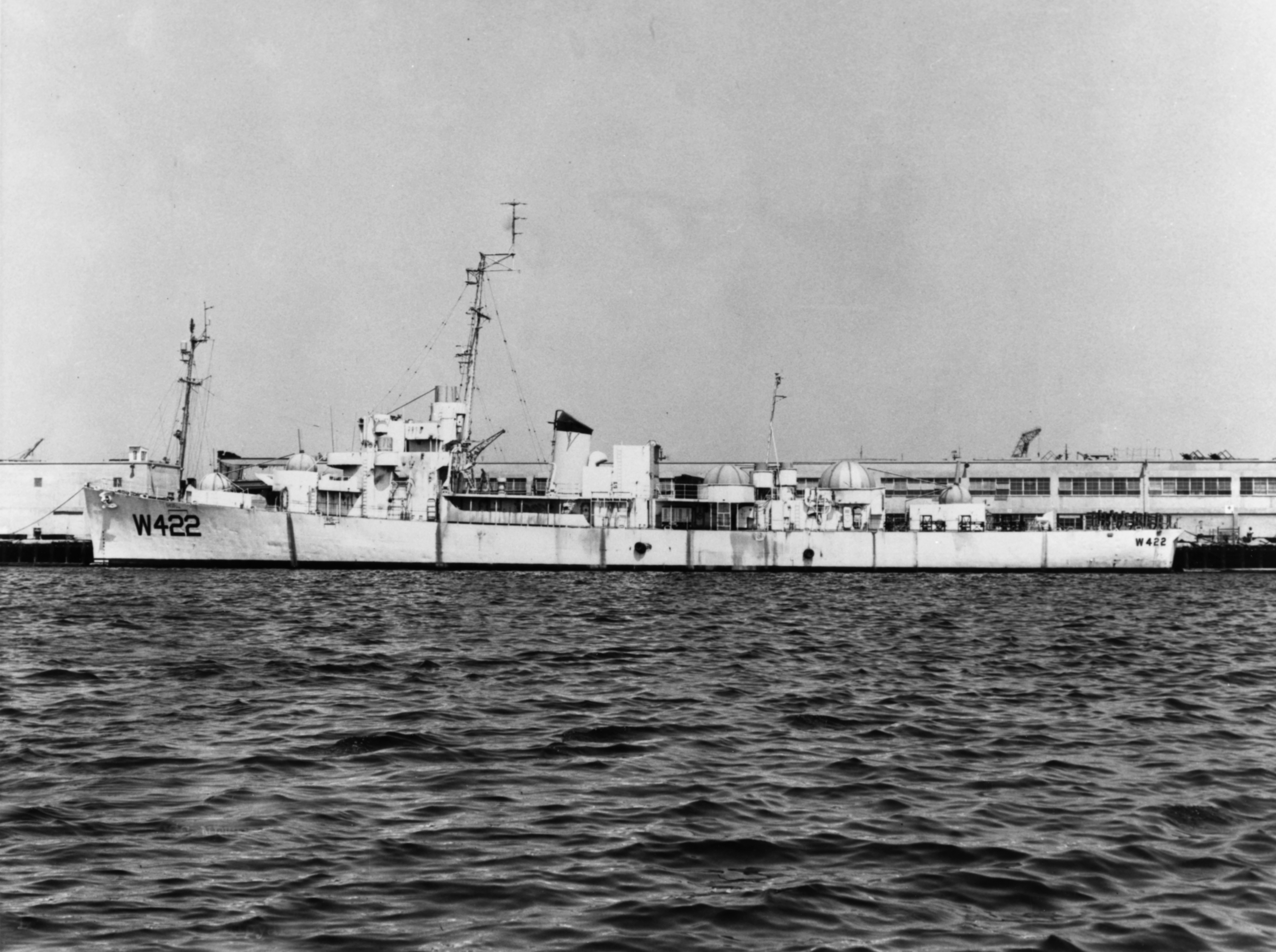
USCGC Newell trong màu sơn tàu tuần duyên tại Long Beach, trước khi cải biến thành tàu DER, năm 1956

Newell được chuyển cho lực lượng Tuần duyên Hoa Kỳ, và nhập biên chế như là chiếc USCGC Newell (WDE-422) vào ngày 20 tháng 7, 1951. Nó đi đến vịnh Chesapeake để chạy thử máy trước khi băng qua kênh đào Panama, rồi đi đến Xưởng hải quân Mare Island để đại tu và cải biến thành tàu cutter tuần duyên (WDE), làm nhiệm vụ tìm kiếm cứu nạn trên đại dương. Sau khi hoàn tất công việc trong xưởng tàu, nó đi đến khu vực Hawaii để huấn luyện hoạt động. Trong một năm rưỡi tiếp theo con tàu hoạt động chủ yếu tại Trân Châu Cảng và khu vực Tây Bắc Thái Bình Dương, trải dài từ quần đảo Aleut cho đến quần đảo Nhật Bản. Nó được cho đại tu trước khi ngừng hoạt động tại Trân Châu Cảng, đi đến Long Beach, California vào ngày 21 tháng 2, 1954, được cho xuất biên chế tại đây vào ngày 31 tháng 3, 1954, và được đưa về Hạm đội Dự bị Thái Bình Dương.

### USSNewell(DER–322)
Được tăng cường những thiết bị điện tử tiên tiến, Newell được xếp lại lớp như một tàu hộ tống khu trục cột mốc radar với ký hiệu lườn mới  DER–322 vào ngày 1 tháng 11, 1956, rồi nhập biên chế trở lại với một thủy thủ đoàn là nhân sự của Hải quân tại Long Beach vào ngày 20 tháng 8, 1957.  Sau khi chuyển đến cảng nhà mới Trân Châu Cảng, nó phục vụ như cột mốc radar trong Hệ thống Cảnh báo sớm Tên lửa đạn đạo (BMEWS: Ballistic Missle Early Warning System) tại hàng rào Thái Bình Dương trong suốt bảy năm tiếp theo, luân phiên phục vụ tuần tra với những hoạt động tại Trân Châu Cảng. Nó cũng tham gia Chiến dịch Cosmos khi canh phòng dọc theo tuyến đường bay khi Tổng thống Dwight D. Eisenhower thực hiện chuyến công du sang các nước Viễn Đông vào mùa Xuân năm 1960; và hoạt động quan trắc thời tiết phục vụ cho việc thử nghiệm bom nguyên tử tại các đảo Johnston và Christmas. Nó hoàn tất chuyến tuần tra cuối cùng vào ngày 1 tháng 5, 1965.

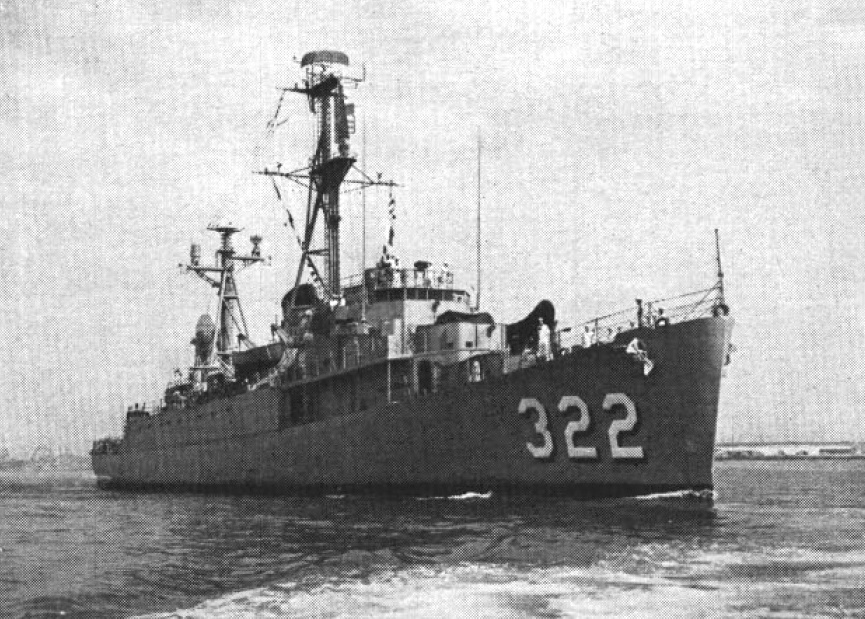
Newell sau khi cải biến thành tàu DER, khoảng năm 1959

Khởi hành vào ngày 17 tháng 5, Newell đi sang Việt Nam ngang qua Guam, vịnh Subic và Hong Kong. Sau khi đến nơi nó tham gia tuần tra ngoài khơi đồng bằng sông Cửu Long trong khuôn khổ Chiến dịch Market Time nhằm ngăn chặn việc vận chuyển vũ khí và tiếp liệu từ Bắc Việt Nam vào Nam Việt Nam. Sau khi được bảo trì tại căn cứ vịnh Subic, nó tiến hành lượt tuần tra thứ hai tại vùng biển giữa Đà Nẵng và Nha Trang, phối hợp với Lực lượng Hải thuyền và Hải quân Nam Việt Nam cùng lực lượng Tuần duyên Hoa Kỳ. Chuyến tuần tra thứ ba của con tàu được tiến hành tại vùng biển giữa Vũng Tàu và An Thới, Phú Quốc, khi hải pháo của con tàu đã phá hủy một cứ điểm của đối phương trên đảo Phú Quốc. Các chuyến tuần tra thứ tư và thứ năm được tiến hành dọc bờ biển giữa Nha Trang và Đà Nẵng, kết thúc vào ngày 1 tháng 1, 1966 khi nó rời vùng biển Việt Nam để quay trở về Hawaii ngang qua vịnh Subic và Nhật Bản, về đến Trân Châu Cảng vào ngày 3 tháng 2.
Sau một giai đoạn hoạt động tại vùng biển Hawaii, Newell lại lên đường vào ngày 6 tháng 6, 1966 để đi sang khu vực Tây Thái Bình Dương, và đi đến Việt Nam. Ngoài hoạt động tuần tra Market Time, nó cũng hỗ trợ các tàu nhỏ của Tuần duyên và Hải quân. Trong chuyến tuần tra thứ ba, nó vượt vĩ tuyến 17 để hoạt động ngoài khơi bờ biển Bắc Việt Nam. Rời Vũng Tàu vào ngày 31 tháng 12, nó đi ngang qua Nhật Bản để quay trở về Hawaii, về đến Trân Châu Cảng vào ngày 19 tháng 1, 1967. Lại lên đường vào ngày 6 tháng 7 cho lượt phục vụ thứ ba tại khu vực Tây Thái Bình Dương, nó trải qua phần lớn tháng 7 và tháng 8 tuần tra tại eo biển Đài Loan trước khi đi đến ngoài khơi Việt Nam vào ngày 27 tháng 8. Nó tuần tra Market Time từ ngày 30 tháng 8 đến ngày 19 tháng 9, khi nó lên đường đi Cao Hùng, Đài Loan để tiếp tục tuần tra eo biển Đài Loan. Con tàu quay trở lại vùng biển Việt Nam vào ngày 31 tháng 10 và thay phiên cho chiếc Lowe (DER-325) để hoạt động tuần tra Market Time từ ngày 2 tháng 11.
Newell rời vùng biển Việt Nam lần sau cùng vào ngày 28 tháng 11, và trong hành trình quay trở về Hawaii đã lần lượt ghé đến Hong Kong; vịnh Subic; Sydney, Australia; và Suva, Fiji trước khi về đến Trân Châu Cảng vào ngày 29 tháng 2, 1968. Sau khi hoạt động tại vùng biển Hawaii, nó lên đường vào ngày 6 tháng 8 để đi về vùng bờ Tây, nhưng chỉ ba ngày sau được gọi quay trở lại để chuẩn bị ngừng hoạt động. Nó được cho xuất biên chế tại Trân Châu Cảng vào ngày 21 tháng 9, 1968 và bị rút tên khỏi danh sách Đăng bạ Hải quân hai ngày sau đó.
Đang khi trong thành phần dự bị, từ ngày 22 tháng 1 đến ngày 15 tháng 4, 1969, Newell đã tham gia vào các cảnh quay của bộ phim Tora! Tora! Tora!, mô tả hoạt động của tàu khu trục USS Ward (DD-139) trong những cảnh quay bên trong chiếc Ward; những cảnh bên ngoài trong đoạn tuần tra, bắn hải pháo và thả mìn sâu tại lối ra vào Trân Châu Cảng do chiếc tàu chị em Camp (DE-251) thể hiện. Con tàu cuối cùng bị bán để tháo dỡ vào ngày 15 tháng 12, 1971.

## Phần thưởng
Newell được tặng thưởng một Ngôi sao Chiến trận do thành tích phục vụ trong Thế Chiến II, và thêm bốn Ngôi sao Chiến trận khác khi hoạt động tại Việt Nam. 
|                                                       |             |  |
|                                                       | Bronze star |  |
| Bronze star                                           |             |  |
| Bronze star · Bronze star · Bronze star · Bronze star |             |  |

| Dãi băng Hoạt động Tác chiến (truy tặng)                        |                                                                              |                                                     |
| Huân chương Chiến dịch Hoa Kỳ                                   | Huân chương Chiến dịch Châu Âu-Châu Phi-Trung Đông với 1 Ngôi sao Chiến trận | Huân chương Chiến thắng Thế Chiến II                |
| Huân chương Phục vụ Phòng vệ Quốc gia với 1 Ngôi sao Chiến trận | Huân chương Phục vụ Triều Tiên (phục vụ Tuần duyên)                          | Huân chương Viễn chinh Lực lượng Vũ trang           |
| Huân chương Phục vụ Việt Nam với 4 Ngôi sao Chiến trận          | Huân chương Liên Hiệp Quốc Phục vụ Triều Tiên (phục vụ Tuần duyên)           | Huân chương Chiến dịch Bội tinh (Việt Nam Cộng Hòa) |